# رينان دا سيلفا كوستا
رينان دا سيلفا كوستا هو لاعب كرة قدم برازيلي في مركز الوسط، ولد في 4 سبتمبر 1987 في كامبينا غراندي في البرازيل. لعب مع سبورت ريسيفي ونادي تريزه.